# Marmosops pinheiroi
Espèce
Statut de conservation UICN

 LC  : Préoccupation mineure
Répartition géographique
Marmosops pinheiroi, de nom commun Opossum-souris délicat de Pinheiro, est une espèce américaine de la famille des Didelphidae.

## Description
L'espèce a une longueur de tronc d'environ 8,5 à 12,1 cm, une queue de 14,2 à 16 cm de long et atteint un poids de 19 à 33 g. La couleur de la fourrure sur le dos, les côtés du corps et la tête est gris-brun clair. Les poils du dos mesurent 6 à 8 mm de long. La face ventrale est blanchâtre ou crème. La transition des côtés gris-brun du corps vers le ventre plus clair est progressive. Des cernes sont autour des yeux. Le dessus des pattes est clair. La queue, dont la longueur est d'environ 150% de la longueur de la tête, est foncée sur le dessus et claire sur le dessous. L'opossum-souris délicat de Pinheiro n'a pas de poche. Le nombre de tétines est de sept ou neuf, trois ou quatre de chaque côté et une au milieu.

## Répartition
Marmosops pinheiroi est présent dans le nord-est de l'Amérique du Sud de l'est du Venezuela (État de Bolívar) en Guyane, à Guyana, au Suriname, et au Brésil, dans l'état d'Amapá jusqu'aux zones côtières du Pará. Il se rencontre dans la forêt primaire tropicale humide des basses terres, les forêts marécageuses et la forêt secondaire.

## Comportement
L'opossum-souris délicat de Pinheiro est nocturne. On ne sait presque rien de son mode de vie, de son régime alimentaire et de sa reproduction. Il vit à la fois sur le sol et dans les buissons jusqu'à une hauteur de 1,5 m au-dessus du sol.
Il vit en sympatrie avec Marmosops parvidens.